# عصفور الأدغال
عصفور الأدغال او عصفور مسنن المنقار هو أحد أنواع فصيلة عصافير الدورى الشائعة، ينتمى إلى رتبة العصفوريات ويمكن رؤيته بسهولة في المناطق المأهولة بالسكان كالقرى والحدائق ويتغذى على الحبوب كالقمح والشعير وتعتبر افريقيا الموطن الاصلى لهذا الطائر ولكنه يتواجد أيضا باليمن.